# Trättjärnet (Boda socken, Värmland)
Trättjärnet är en sjö i Kils kommun i Värmland och ingår i Göta älvs huvudavrinningsområde. Sjön har en area på 0,133 kvadratkilometer och ligger 106,3 meter över havet. Sjön avvattnas av vattendraget Lerbodaälven.

## Delavrinningsområde
Trättjärnet ingår i det delavrinningsområde (660768-134860) som SMHI kallar för Vid mätstation Kvarntorp. Medelhöjden är 124 meter över havet och ytan är 10,9 kvadratkilometer. Det finns inga avrinningsområden uppströms utan avrinningsområdet är högsta punkten. Lerbodaälven som avvattnar avrinningsområdet har biflödesordning 4, vilket innebär att vattnet flödar genom totalt 4 vattendrag innan det når havet efter 324 kilometer. Avrinningsområdet består mestadels av skog (72 procent). Avrinningsområdet har 0,68 kvadratkilometer vattenytor vilket ger det en sjöprocent på 6,2 procent.